# Albières
Albières (okzitanisch Albièras) ist eine französische Gemeinde mit 111 Einwohnern (Stand 1. Januar 2022) im Département Aude in der Region Okzitanien. Sie gehört zum Arrondissement Narbonne und zum Kanton Les Corbières.

## Lage
Das Gemeindegebiet ist Teil des Regionalen Naturparks Corbières-Fenouillèdes.
Nachbargemeinden von Albières sind Lanet im Norden, Auriac im Südosten, Fourtou im Südwesten und Bouisse im Nordwesten.

## Bevölkerungsentwicklung
| Jahr      | 1962 | 1968 | 1975 | 1982 | 1990 | 1999 | 2013 |
| Einwohner | 89   | 76   | 83   | 50   | 62   | 73   | 108  |

## Sehenswürdigkeiten
- Burgruine und Ruinen der Ortsbefestigung
- Kirche Saint-Martin (17. Jahrhundert)